# Karina Smulders
Karina Smulders (Utrecht, 4 juni 1980) is een Nederlandse actrice. Zij verwierf in 1996 bekendheid als Lotje Konings in de soapserie Onderweg naar Morgen. In 1998 verliet ze de serie voor de Toneelschool in Amsterdam. Zij studeerde in 2002 af.
Smulders heeft zowel tijdens als na haar studie in diverse theaterproducties gespeeld. Zij is sinds 2002 verbonden aan Toneelgroep Amsterdam. Op het witte doek was zij onder meer te zien in De Vriendschap (2001) en Ik omhels je met 1000 armen (2006). In 2006 was Karina als Nina Hagen te zien in de film Wild Romance. In mei 2010 is Karina te zien in de film, Kom niet aan mijn kinderen. De film is gebaseerd op het boek van Janneke Schoonhoven, dat gaat over de ontvoering van haar twee kinderen, Sarah en Ammar die door hun vader zijn meegenomen naar Syrië. Ze vluchtten uiteindelijk naar de Nederlandse ambassade, waar ze een half jaar vastzaten.
Ze is getrouwd met Fedja van Huêt en samen hebben ze een dochter. Beiden hebben in het seizoen 2016 een rol in de televisieserie Divorce. Smulders speelde hierin de rol van Bibi, de huishoudster van de drie mannelijke hoofdpersonages. In 2016 was Smulders samen met haar man Fedja van Huêt als een koppel te zien in het tweede seizoen van de televisieserie Nieuwe buren, alleen Smulders keerde terug voor het derde seizoen in 2018.

## Filmografie
- Onderweg naar morgen (1996-1999)
- Uit! (2000)
- De Vriendschap (2001)
- Luifel & Luifel (2002) (Gastrol)
- Snowfever (2004)
- Bijlmer Odyssee (2004)
- Allerzielen (2005)
- Keyzer & de Boer advocaten (2006) (Gastrol)
- Ik omhels je met 1000 armen (2006)
- Ober (2006)
- Grijpstra & de Gier (2006) (Gastrol)
- Wild Romance[2] (2006), in de rol van Nina Hagen[5]
- Wolfsbergen (2007)
- Bride Flight[2] (2008)
- Kom niet aan mijn kinderen[2] (2010)
- Alle Tijd (2011)
- Assepoester: Een Modern Sprookje (2014)
- Suspicious Minds (2014)
- Familie Kruys (2015-2019)
- Terug naar morgen (2015)
- Divorce (2016)
- Nieuwe buren (2016-2018)
- Keizersvrouwen (2019-2020)
- Jackie en Oopjen (2020)
- Speak no evil (2022)
- Wil (2023)